# Кривополянье (Липецкая область)
Кривополя́нье — село Чаплыгинского района Липецкой области, административный центр Кривополянского сельсовета.

## Географическое положение
Село расположено на берегу реки Становая Ряса, на юго-западе примыкает к райцентру городу Чаплыгин.

## История
Кривополянье в качестве села Кривой Поляны упоминается в Козловских писцовых книгах 1638-39 гг. с церковным местом. По окладным книгам 1676 г. в Кривой Поляне значится уже церковь Архангела Михаила с двором попа Григория, с 38 дворами боярских детей, 11 дворами рейтаров, 2 дворами копейщиков, 4 дворами солдатскими, 11 третшиковыми, 6 бобыльскими дворами.
Вместо деревянной церкви, проданной в Петропавловскую пустынь, около 1805 г. жители села построили на собственные средства каменную церковь в честь Архистратига Божия Михаила с приделом в честь св. Николая, с каменною колокольнею, устроение придела в честь св. Тихона, епископа Задонского, и каменной ограды вокруг церкви относится к позднейшему времени. В 1871 г. стенною живописью была украшена настоящая церковь, а в 1882 г. – приделы. 
В XIX — начале XX века село являлось центром Кривополянской волости Раненбургского уезда Рязанской губернии. В 1906 году в селе было 1218 дворов.
С 1928 года село являлось центром Кривополянского сельсовета Раненбургского района Козловского округа Центрально-Чернозёмной области, с 1954 года — в составе Липецкой области, с 1963 года — в составе Чаплыгинского района.

## Население
| 1859  | 1906  | 1939  | 1959  | 1979  | 2002  | 2010  |
| ----- | ----- | ----- | ----- | ----- | ----- | ----- |
| 4648  | ↗7590 | ↗7976 | ↘5801 | ↗5983 | ↘5125 | ↘5059 |
| 2012  | 2013  | 2014  | 2015  | 2016  | 2017  | 2018  |
| ↗5082 | ↘5019 | ↘5002 | →5002 | ↗5061 | ↗5103 | ↗5123 |
| 2021  |       |       |       |       |       |       |
| ↗5220 |       |       |       |       |       |       |

## Инфраструктура
В селе имеются МБОУ средняя школа № 1 (открыта в 1933 году) и средняя школа № 2 (открыта в 1964), МФЦ «Мои документы», спорткомплекс, отделение Сбербанка России, отделение почтовой связи.

## Русская православная церковь
В 1805 году в Кривополянье была построена Архангельская церковь. Сегодня она (включая сохранившийся интерьер) охраняется государством как памятник архитектуры.

## Известные люди
В селе родился Герой Советского Союза Гавриил Черешнев.
Из Кривополянья происходят предки академика И.П. Павлова: дед Дмитрий и отец Петр Дмитриевич Павлов. Дмитрий был пономарем в местной церкви. В 1840 году он отправляет сына Петра в Рязань для обучения в Рязанской духовной семинарии.